# Montliot-et-Courcelles
Montliot-et-Courcelles är en kommun i departementet Côte-d'Or i regionen Bourgogne-Franche-Comté i östra Frankrike. Kommunen ligger i kantonen Châtillon-sur-Seine som tillhör arrondissementet Montbard. År 2022 hade Montliot-et-Courcelles 292 invånare.

## Befolkningsutveckling
Antalet invånare i kommunen Montliot-et-Courcelles
Referens:INSEE